# Clasificación para el Campeonato de Naciones de la Concacaf de 1973
La Clasificación para el Campeonato de Naciones de la Concacaf de 1973 fue el torneo que determinó a los clasificados a la Campeonato de Naciones de la Concacaf de 1973 a realizarse en Haití, que también sirvió como clasificación para la Copa Mundial de 1974.

## Zona de Norteamérica
Norteamérica estaba representada por las selecciones de Estados Unidos, México y Canadá. El equipo con más puntos clasificaba a la siguiente ronda.
| Equipo         | Pts. | PJ | PG | PE | PP | GF | GC | Dif |
| -------------- | ---- | -- | -- | -- | -- | -- | -- | --- |
| México         | 8    | 4  | 4  | 0  | 0  | 8  | 3  | 5   |
| Canadá         | 3    | 4  | 1  | 1  | 2  | 6  | 7  | -1  |
| Estados Unidos | 1    | 4  | 0  | 1  | 3  | 6  | 10 | -4  |

| 20 de agosto de 1972 | Canadá                                 | 3:2 (2:0) | Estados Unidos          | Parque Rey Jorge V, San Juan de Terranova                |                                                          |
|                      | Parsons 5' · Twamley 41' · Johnson 63' |           | Roy 65' · Getzinger 88' | Asistencia: 7 600 espectadores Árbitro(s): David Parsons | Asistencia: 7 600 espectadores Árbitro(s): David Parsons |

| 24 de agosto de 1972 | Canadá | 0:1 (0:0) | México       | Varsity Stadium, Toronto                                    |                                                             |
|                      |        |           | Borbolla 61' | Asistencia: 14 000 espectadores Árbitro(s): Kenneth Chaplin | Asistencia: 14 000 espectadores Árbitro(s): Kenneth Chaplin |

| 29 de agosto de 1972 | Estados Unidos       | 2:2 (2:1) | Canadá                 | Memorial Stadium, Baltimore                                       |                                                                   |
|                      | Roy 14' · Geimer 25' |           | McKay 9' · Douglas 81' | Asistencia: 3 273 espectadores Árbitro(s): José Roberto Henríquez | Asistencia: 3 273 espectadores Árbitro(s): José Roberto Henríquez |

| 3 de septiembre de 1972 | México                                 | 3:1 (1:0) | Estados Unidos | Estadio Azteca, Ciudad de México                               |                                                                |
|                         | Victorino 14' · Bustos 48' · Borja 60' |           | Roy 78'        | Asistencia: 29 891 espectadores Árbitro(s): Lloyd De Gourville | Asistencia: 29 891 espectadores Árbitro(s): Lloyd De Gourville |

| 6 de septiembre de 1972 | México                    | 2:1 (1:1) | Canadá       | Estadio Azteca, Ciudad de México                               |                                                                |
|                         | Victorino 2' · Bustos 46' |           | Robinson 40' | Asistencia: 30 000 espectadores Árbitro(s): Theodorus Koetsier | Asistencia: 30 000 espectadores Árbitro(s): Theodorus Koetsier |

| 10 de septiembre de 1972 | Estados Unidos | 1:2 (1:1) | México                      | Memorial Coliseum, Los Angeles                             |                                                            |
|                          | Geimer 8'      |           | Ceballos 11' · Borbolla 48' | Asistencia: 9 620 espectadores Árbitro(s): Juan Soto París | Asistencia: 9 620 espectadores Árbitro(s): Juan Soto París |

- México accedió a la ronda final.

## Zona de Centroamérica

### Grupo 1
En Centroamérica participaban las selecciones de Guatemala, El Salvador, Costa Rica y Honduras. Clasificaban las 2 selecciones con mejor puntaje en su grupo.
| Equipo      | Pts. | PJ | PG | PE | PP | GF | GC | Dif |
| ----------- | ---- | -- | -- | -- | -- | -- | -- | --- |
| Guatemala   | 4    | 2  | 2  | 0  | 0  | 2  | 0  | 2   |
| El Salvador | 0    | 2  | 0  | 0  | 2  | 0  | 2  | -2  |

| 3 de diciembre de 1972 | Guatemala         | 1:0 (0:0) | El Salvador | Estadio Mateo Flores, Ciudad de Guatemala                  |                                                            |
|                        | Melgar 89' (pen.) |           |             | Asistencia: 39 008 espectadores Árbitro(s): André Pageotte | Asistencia: 39 008 espectadores Árbitro(s): André Pageotte |

| 10 de diciembre de 1972 | El Salvador | 0:1 (0:0) | Guatemala  | Estadio Flor Blanca, San Salvador                            |                                                              |
|                         |             |           | Melgar 65' | Asistencia: 24 828 espectadores Árbitro(s): Toros Kibritjian | Asistencia: 24 828 espectadores Árbitro(s): Toros Kibritjian |

- Guatemala accedió a la ronda final.

### Grupo 2
| Equipo     | Pts. | PJ | PG | PE | PP | GF | GC | Dif |
| ---------- | ---- | -- | -- | -- | -- | -- | -- | --- |
| Honduras   | 3    | 2  | 1  | 1  | 0  | 5  | 4  | 1   |
| Costa Rica | 1    | 2  | 0  | 1  | 1  | 4  | 5  | -1  |

| 3 de diciembre de 1972 | Honduras             | 2:1 (1:1) | Costa Rica   | Estadio Nacional, Tegucigalpa                                          |                                                                        |
|                        | Bran 32' · Gómez 57' |           | Paniagua 40' | Asistencia: 16 727 espectadores Árbitro(s): Alfonso González Archundia | Asistencia: 16 727 espectadores Árbitro(s): Alfonso González Archundia |

| 10 de diciembre de 1972 | Costa Rica                                   | 3:3 (1:0) | Honduras                    | Estadio Ricardo Saprissa, San José                         |                                                            |
|                         | Elizondo 8' · Sáenz 48' · Cárcamo 59' (a.g.) |           | Urquía 69' · Gómez 79', 89' | Asistencia: 14 274 espectadores Árbitro(s): Luis Villarejo | Asistencia: 14 274 espectadores Árbitro(s): Luis Villarejo |

- Honduras accedió a la ronda final.

## Zona del Caribe

### Grupo 1
Jamaica renunció a disputar la eliminatoria y  Antillas Neerlandesas accedió directamente a la ronda final.

### Grupo 2
| Equipo      | Pts. | PJ | PG | PE | PP | GF | GC | Dif |
| ----------- | ---- | -- | -- | -- | -- | -- | -- | --- |
| Haití       | 4    | 2  | 2  | 0  | 0  | 12 | 0  | 12  |
| Puerto Rico | 0    | 2  | 0  | 0  | 2  | 0  | 12 | -12 |

| 15 de abril de 1972 | Haití                                                                       | 7:0 (5:0) | Puerto Rico | Estadio Sylvio Cator, Puerto Príncipe                                 |                                                                       |
|                     | Barthélemy 11' · Désir 14' · François 21' · Sanon 30', 33', 67' · Vorbe 73' |           |             | Asistencia: 2 152 espectadores Árbitro(s): Alfonso González Archundia | Asistencia: 2 152 espectadores Árbitro(s): Alfonso González Archundia |

| 23 de abril de 1972 | Puerto Rico | 0:5 (0:2) | Haití                                         | Estadio Sixto Escobar, San Juan                             |                                                             |
|                     |             |           | Bayonne 22' · Désir 39' · Sanon 48', 73', 80' | Asistencia: 1 592 espectadores Árbitro(s): Giovanni Canessa | Asistencia: 1 592 espectadores Árbitro(s): Giovanni Canessa |

- Haití accedió a la ronda final.

### Grupo 3
Guayana Neerlandesa jugó los partidos de local en campo contrario.
| Equipo              | Pts. | PJ | PG | PE | PP | GF | GC | Dif |
| ------------------- | ---- | -- | -- | -- | -- | -- | -- | --- |
| Trinidad y Tobago   | 7    | 4  | 3  | 1  | 0  | 16 | 4  | 12  |
| Guayana Neerlandesa | 5    | 4  | 2  | 1  | 1  | 11 | 4  | 7   |
| Antigua y Barbuda   | 0    | 4  | 0  | 0  | 4  | 3  | 22 | -19 |

| 10 de noviembre de 1972              | Trinidad y Tobago                                                                                | 11:1 (4:1) | Antigua y Barbuda | Queen's Park Oval, Puerto España                                       |                                                                        |
|                                      | Llewellyn 19', 38', 44' · David 42', 70', 79' · Spann 49', 68' · Brewster 59' · Roberts 84', 89' |            | Morris 20'        | Asistencia: 6 510 espectadores Árbitro(s): José Esteban Álvarez Alfaro | Asistencia: 6 510 espectadores Árbitro(s): José Esteban Álvarez Alfaro |
| Peor resultado de Antigua y Barbuda. |                                                                                                  |            |                   |                                                                        |                                                                        |

| 19 de noviembre de 1972 | Antigua y Barbuda | 1:2 (0:2) | Trinidad y Tobago         | Recreational Ground, Saint John                                       |                                                                       |
|                         | Edwards 80'       |           | Llewellyn 10' · David 30' | Asistencia: 2 750 espectadores Árbitro(s): Carlos Roberto Ortiz Pérez | Asistencia: 2 750 espectadores Árbitro(s): Carlos Roberto Ortiz Pérez |

| 28 de noviembre de 1972 | Trinidad y Tobago          | 2:1 (0:0) | Guayana Neerlandesa | Queen's Park Oval, Puerto España                          |                                                           |
|                         | Brewster 63' · Roberts 68' |           | Zebeda 87' (pen.)   | Asistencia: 7 964 espectadores Árbitro(s): Henry Landauer | Asistencia: 7 964 espectadores Árbitro(s): Henry Landauer |

| 30 de noviembre de 1972 | Guayana Neerlandesa | 1:1 (1:0) | Trinidad y Tobago | Skinner Park, San Fernando                                |                                                           |
|                         | Zebeda 35'          |           | David 75'         | Asistencia: 9 276 espectadores Árbitro(s): Henry Landauer | Asistencia: 9 276 espectadores Árbitro(s): Henry Landauer |

| 3 de diciembre de 1972 | Guayana Neerlandesa                            | 6:0 (2:0) | Antigua y Barbuda | Recreational Ground, Saint John                           |                                                           |
|                        | Doesburg ?', ?' · Schal ?', ?' · Miller ?', ?' |           |                   | Asistencia: 2 027 espectadores Árbitro(s): Carmil Amarica | Asistencia: 2 027 espectadores Árbitro(s): Carmil Amarica |

| 5 de diciembre de 1972 | Antigua y Barbuda | 1:3 (1:2) | Guayana Neerlandesa          | Recreational Ground, Saint John                           |                                                           |
|                        | Morris 33'        |           | Zebeda 24', 68' · Sordam 41' | Asistencia: 9 620 espectadores Árbitro(s): Carmil Amarica | Asistencia: 9 620 espectadores Árbitro(s): Carmil Amarica |

- Trinidad y Tobago accedió a la ronda final.

## Calificados para elCampeonato Concacaf de 1973
| Bandera de Haití | Bandera de México | Bandera de Trinidad y Tobago | Bandera de Honduras | Bandera de Guatemala | Bandera de Antillas Neerlandesas |
| Haití            | México            | Trinidad y Tobago            | Honduras            | Guatemala            | Antillas Neerlandesas            |